# ارين بلات
ارين بلات (بالإنجليزية: Warren Blatt)‏ هو مؤرخ أمريكي، ولد في 1962.